# Segelfluggelände Singhofen

i7
i11
i13
Das Segelfluggelände Singhofen liegt in der Gemeinde Singhofen im Rhein-Lahn-Kreis in Rheinland-Pfalz.

## Flugbetrieb
Das Segelfluggelände ist mit einer 830 m langen und 30 m breiten Start- und Landebahn aus Gras (Richtung 04/22) ausgestattet. Es besitzt eine Betriebszulassung für Segelflugzeuge, Motorsegler mit Klapptriebwerk, Ultraleichtflugzeuge, Hängegleiter, Gleitsegel und aerodynamisch gesteuerte Luftsportgeräte (nicht motorgetrieben und motorgetrieben) mit einer höchstzulässigen Leermasse bis 120 kg. Der Start von Segelflugzeugen erfolgt per Windenstart oder Flugzeugschlepp. Die Benutzung des Segelfluggeländes durch platzfremde Luftfahrzeuge erfordert die vorherige Zustimmung des Platzhalters (PPR). Der Halter und Betreiber des Segelfluggeländes ist der Luftsportclub Singhofen e. V. Das Segelfluggelände wurde ursprünglich am 13. März 1974 genehmigt.